# Samoana thurstoni
Samoana thurstoni é uma espécie de gastrópode da família Partulidae.
É endémica da Samoa Americana.
Está ameaçada por perda de habitat.